# Sátántangó
Sátántangó és una pel·lícula hongaresa, dirigida per Béla Tarr. Completada el 1994, està filmada en blanc i negre, i té una durada de set hores i dotze minuts. Es basa en la novel·la Sátántangó de l'hongarès László Krasznahorkai, escriptor que, des de la pel·lícula de 1988, Kárhozat (Condemna), col·labora sovint amb Béla Tarr.
Des de 1985 Béla Tarr va estar intentant rodar la pel·lícula, però l'ambient polític de l'Hongria del moment va fer impossible dur a terme la producció fins a l'any 1994. Des de la seva estrena, Sátántangó ha obtingut un gran reconeixement pràcticament unànime de la crítica. En la llista de 2012 de les millors pel·lícules de la història que elabora periòdicament la revista Sight & Sound la pel·lícula està en la 36a posició.

## Argument
La pel·lícula narra el fracàs i posterior abandó d'una granja col·lectiva de l'Hongria a finals del règim comunista. Alguns dels treballadors de la granja planegen robar els diners guanyats durant el darrer any i escapar, però canvien de decisió en escoltar notícies sobre l'arribada d'Irimiás, un antic company al que creien mort.
Una gran part de l'argument se centra en l'impacte i les conseqüències de la tornada d'Irimiás. A través de múltiples punts de vista s'observa com els camperols han de fer front no només als projectes d'Irimiás, sinó també als que tenen cadascú pel seu compte.

## Repartiment
- Mihály Vig com a Irimiás.
- Putyi Horváth com a Petrina.
- László Lugossy com a Schmidt.
- Éva Almássy Albert com a la Sra. Schmidt
- János Derzsi com a Kráner.
- Irén Szajki com a la Sra. Kráner
- Alfréd Járai com a Halics.
- Miklós Székely B. com a Futaki
- Erzsébet Gaál com a la Sra. Halics
- Erika Bók com a Estike.

## Estil cinematogràfic
La pel·lícula està composta de seqüències llargues, un tret característic en l'obra de Tarr. Aquest estil cinematogràfic ha portat a fer paral·lelismes entre Tarr i Andrei Tarkovsky; tots dos opten per aconseguir un ritme més meditatiu. Segons el propi Tarr, hi ha aproximadament només 150 talls a tota la pel·lícula. Moltes seqüències duren fins a gairebé 10–11 minuts, com ara les del ball, durant les quals la càmera rarament es mou, tot i que veiem als personatges principals ballant i bevent. Tarr ha dit que el repartiment anava begut durant la filmació d'aquestes escenes.

## Reconeixement
Sátántangó ha obtingut un gran reconeixement pràcticament unànime de la crítica des del seu llançament el 1994. La seva fama va augmentar, especialment en els cercles d'artistes nord-americans, després del llançament del DVD el 2006 a càrrec de Facets Video, que havia estat aprovat pel mateix director. Actualment té una valoració del 100% a Rotten Tomatoes. Per a Ed Halter, l'escabrosa obra de Tarr fa que la de Robert Bresson, en comparació, sembli un optimista que li agrada anar de festes.